# Zygodon ehrenbergii
Zygodon ehrenbergii är en bladmossart som beskrevs av C. Müller 1845. Zygodon ehrenbergii ingår i släktet ärgmossor, och familjen Orthotrichaceae. Inga underarter finns listade i Catalogue of Life.